# Unione Sportiva Pro Vercelli 2008-2009
Questa pagina raccoglie le informazioni riguardanti l'Unione Sportiva Pro Vercelli nelle competizioni ufficiali della stagione 2008-2009.

## Divise e sponsor
| Manica sinistra · Maglietta · Manica destra · Pantaloncini · Calzettoni |

## Rosa
| N. |                     | Ruolo | Calciatore              |
| -- | ------------------- | ----- | ----------------------- |
|    | Italia (bandiera)   | A     | Mattia Altobelli        |
|    | Italia (bandiera)   | C     | Matteo Ambrosoni        |
|    | Italia (bandiera)   | C     | Enrico Antonioni        |
|    | Italia (bandiera)   | D     | Roberto Bandirali       |
|    | Italia (bandiera)   | A     | Roberto Barbieri        |
|    | Italia (bandiera)   | D     | Domenico Bettini        |
|    | Italia (bandiera)   | C     | Daniel Bresciani        |
|    | Italia (bandiera)   | D     | Alessandro Canino       |
|    | Italia (bandiera)   | C     | Ruben Carini            |
|    | Italia (bandiera)   | P     | Michele Castagnone      |
|    | Italia (bandiera)   | A     | Emanuele Chiaretti      |
|    | Italia (bandiera)   | D     | Andrea Ciolli           |
|    | Paraguay (bandiera) | C     | Castro Josè Luis Colman |

| N. |                    | Ruolo | Calciatore           |
| -- | ------------------ | ----- | -------------------- |
|    | Italia (bandiera)  | D     | Giovanni De Toma     |
|    | Italia (bandiera)  | C     | Marco Didu           |
|    | Nigeria (bandiera) | A     | Edirin Morgan Egbedi |
|    | Italia (bandiera)  | A     | Andrea Fabbrini      |
|    | Italia (bandiera)  | D     | Claudio Labriola     |
|    | Italia (bandiera)  | C     | Rosario La Marca     |
|    | Italia (bandiera)  | A     | William Larganà      |
|    | Italia (bandiera)  | A     | Loreto Lo Bosco      |
|    | Italia (bandiera)  | C     | Michele Magrin       |
|    | Italia (bandiera)  | D     | Matteo Mariani       |
|    | Italia (bandiera)  | A     | Davide Mirto         |
|    | Italia (bandiera)  | P     | Gianfranco Rendazzo  |
|    | Italia (bandiera)  | C     | Davide Tedoldi       |

|-
|
|
|P
|Marco Lancini 